# هیپولیت دلهایی
هیپولیت دلهایی (انگلیسی: Hippolyte Delehaye; ۱۹ اوت ۱۸۵۹ – ۱ آوریل ۱۹۴۱) از یسوعی‌ها و قدیس نگاران اهل بلژیک بود.